# اچ‌ام‌اس سی۱۱
اچ‌ام‌اس سی۱۱ (به انگلیسی: HMS C11) یک زیردریایی بود که طول آن ۱۴۳ فوت ۲ اینچ (۴۳٫۶۴ متر) بود. این زیردریایی در سال ۱۹۰۷ ساخته شد.